# Berwickshire

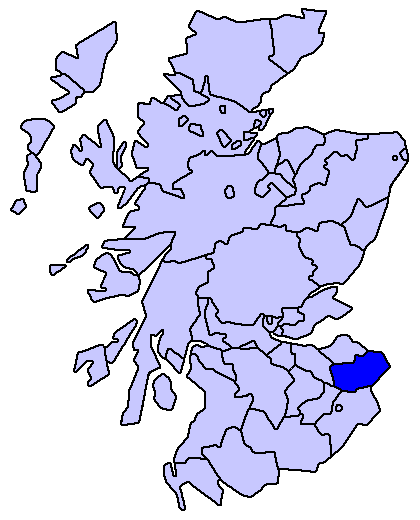
Poloha hrabství na mapě Skotska

Berwickshire (ve skotské gaelštině Siorrachd Bhearaig), též nazývané „County of Berwick“, je historické skotské hrabství na východě Skotska. Bylo založeno roku 1890. Jeho správními centry byla města Berwick-upon-Tweed (od roku 1482 náležející Anglii) a Duns.